# Академічне веслування на літніх Олімпійських іграх 1908
Змагання з академічного веслування на літніх Олімпійських іграх 1908 тривали з 28 до 31 липня в Генлі-он-Темз. Розіграно 4 комплекти нагород, лише серед чоловіків. Порівняно з 1904 роком кількість дисциплін скоротилася на одну, прибрали парні двійки. Збірні Угорщини та Норвегії змагалися вперше, опріч шести інших країн.

## Медальний залік
| Дисципліна                       | Золото | Срібло | Бронза | Бронза |
| Парні одиночки                   | Гаррі Блекстафф (GBR) | Александер Мак-Каллок (GBR) | Бернард фон Ґаза (GER) | Карой Левіцкі (HUN) |
| Розпашні двійки без стернового   | Джон Феннінґ і Ґордон Томсон (GBR) | Джордж Ферберн і Філіп Вердон (GBR) | Фредерік Томс і Норві Джекс (CAN) | Мартін Штанке і Віллі Дюсков (GER) |
| Розпашні четвірки без стернового | Велика Британія (GBR) Кольєр Кадмор Джеймс Ангус Гіллан Данкан Мак-Кіннон Джон Сомерс-Сміт                                                                              | Велика Британія (GBR) Філіп Філлел Гаролд Баркер Джон Феннінґ Ґордон Томсон                                                                        | Канада (CAN) Ґордон Белфор Бечер Ґейл Чарлз Рідді Джеффрі Тейлор                                                                          | Нідерланди (NED) Германнус Гефте Албертус Вілсма Йоган Бюрк Бернардус Крон                                                                    |
| Вісімки                          | Велика Британія (GBR) Алберт Ґладстон Фредерік Келлі Баннер Джонстон Ґай Нікаллс Чарлз Бернелл Роналд Сандерсон Реймонд Етерінґтон-Сміт Генрі Бакнелл Ґілкріст Маклеґен | Бельгія (BEL) Оскар Талман Марсель Морімон Ремі Орбан Жорж Мійс Франсуа Верґухт Полідор Вейрман Оскар де Сомвіль Родольф Пома Альфред ван Ландеґем | Канада (CAN) Ервайн Робертсон Джозеф Райт Джуліус Томсон Волтер Льюїс Ґордон Балфор Бечер Ґейл Чарлз Рідді Джеффрі Тейлор Даґлас Кертленд | Велика Британія (GBR) Френк Джервуд Ерік Пауелл Освалд Карвер Едвард Вільямс Генрі Ґолдсміт Гаролд Кічінґ Джон Берн Даґлас Стюарт Річард Бойл |

## Країни, що взяли участь
Змагався 81 веслувальник з 8-ми країн.
- Бельгія (10)
- Канада (13)
- Німеччина (3)
- Велика Британія (30)
- Угорщина (11)
- Італія (1)
- Нідерланди (4)
- Норвегія (9)

## Таблиця медалей
| Місце               | Країна                | Золото | Срібло | Бронза | Загалом |
| ------------------- | --------------------- | ------ | ------ | ------ | ------- |
| 1                   | Велика Британія (GBR) | 4      | 3      | 1      | 8       |
| 2                   | Бельгія (BEL)         | 0      | 1      | 0      | 1       |
| 3                   | Канада (CAN)          | 0      | 0      | 3      | 3       |
| 4                   | Німеччина (GER)       | 0      | 0      | 2      | 2       |
| 5                   | Нідерланди (NED)      | 0      | 0      | 1      | 1       |
| 5                   | Угорщина (HUN)        | 0      | 0      | 1      | 1       |
| Загалом (6 збірних) | Загалом (6 збірних)   | 4      | 4      | 8      | 16      |